# Simfy
Simfy was een Duits bedrijf dat in mei 2010 opgericht werd en een muziekstreamingdienst aanbiedt. Het was voor gebruikers mogelijk om via hun webbrowser of via een applicatie naar muziek te luisteren uit een database van meer dan 20 miljoen liederen. 
Voorheen was Simfy als muziekstreamingdienst beschikbaar in de landen België, Duitsland, Oostenrijk, Zwitserland en Zuid-Afrika. 
Nu bestaat Simfy niet meer.